# Doctor Wespe
Doctor Wespe ist ein fünfaktiges Lustspiel von Roderich Benedix. Die Uraufführung erfolgte 1842 in Hamburg. Thematisch kreist das Stück um das im Vormärz aktuelle Thema der Frauenemanzipation, das im Verlauf des Stücks allerdings extrem banalisiert wird.

## Inhalt
Doctor Alfred Wespe ist Lokaljournalist und Lyriker und hat auch Gedanken zur Emanzipation der Frau veröffentlicht: „ich habe hier und da etwas gegen die Ehe fallen lassen – es war ja einmal Modethema“, wie er selbst sagt. Das Stück beginnt mit einem Gespräch zwischen Wespe und seinem Freund, dem Maler Honau. Da Wespe verzweifelt auf der Suche nach einem Stoff für ein Lustspiel ist, schlägt Honau vor, den Erdgeist aus Goethes Faust zu beschwören, was sie denn auch tun.
Direkt darauf erreicht Wespe der Brief von Elisabeth, der Tochter des Bankiers Zündorf, die begeistert ist von Wespes Schrift zur Frauenemanzipation, weswegen sie deren Verfasser kennenlernen möchte. Wespe zeigt sich geschmeichelt. Um aber herauszufinden, ob er auch mit seiner Persönlichkeit punkten kann, schlägt er Honau vor, die Rollen zu tauschen.
Gleich darauf tritt Honau dem Vater Zündorf als Doctor Wespe entgegen. Zündorf – der zusammen mit Wellstein auftritt, dem versprochenen Ehemann seiner Tochter Elisabeth – ist hoch besorgt wegen der Emanzipationsgedanken im Kopf seiner Tochter, die sich überdies öffentlich in Männerkleidung zeigen möchte. Zündorf verlangt von Honau, den er für Wespe hält, ihr diese Gedanken wieder auszutreiben.
Im Zwiegespräch mit dem angedachten Bräutigam Wellstein schlägt Honau diesem vor, sich seinerseits Elisabeth unter falschem Namen vorzustellen, denn die beiden Versprochenen haben sich noch nie gesehen und so könne Wellstein durch Liebenswürdigkeit bei ihr punkten. Auftritt Thekla, die Nichte Zündorfs, die Wellstein aber für Elisabeth hält und sich ihr gegenüber ebenfalls als Doctor Wespe ausgibt. Thekla möchte ihr Leben der Schauspielerei widmen. Wellstein verliebt sich in sie.
Theudelinde, die Schwester von Zündorf, ist Trauerspieldichterin und möchte ebenfalls Doctor Wespe aufsuchen. Sie begibt sich in seine Wohnung und hält den Aufwärter Adam für Wespe.
Jede der drei Zündorf-Frauen hat nun ihren Doctor Wespe für sich, bevor sich im letzten Akt die Verwechslungen aufklären. Elisabeth hat sich von ihren Emanzipationsgedanken abbringen lassen und heiratet Honau, Thekla stimmt der Hochzeit mit Wellstein zu und schließlich bahnt sich auch eine Verbindung zwischen Theudelinde und dem echten Doctor Wespe an, resultierend aus der Wesensverwandtschaft zweier pathetischer Dichterpersönlichkeiten. Doctor Wespe erhält durch die Verwicklungen außerdem nun endlich Stoff für sein Lustspiel, mit dem er an einem Preisausschreiben teilnehmen möchte.

## Historische Hörspielfassung
- 1924: Dr. Wespe. Lustspiel – Produktion: NORAG; Bearbeitung (Wort): Walter Setzt; Regie: Hermann Beyer – Erstsendung: 4. Dezember 1924; Livesendung ohne Aufzeichnung
  - Sprecher: Hermann Beyer (Doktor Alfred Wespe, Komponist, Redakteur einer Musikzeitung und Dramaturg), Karl Pündter (Ludwig Honau, ein Maler), Bill Hatton (Herr von Zündorf, Bankier), Edith Scholz (Elisabeth, seine Tochter), Käthe Schmidt-Steiner (Thekla, seine Nichte), Lotte Schloß (Theudelinde, seine Schwester), Erwin Bolt (Wellstein, ein Maler), Arnold Risch (Adam, Wespes Aufwärter) u. a.